# Colombia en los Juegos Paralímpicos de Atlanta 1996
Colombia estuvo representada en los Juegos Paralímpicos de Atlanta 1996 por dos deportistas masculinos. El equipo paralímpico colombiano no obtuvo ninguna medalla en estos Juegos.